# جدجداوات حقيقية
الجداجد الحقيقية (الاسم العلمي: Gryllinae) هي أسرة من الحيوانات تتبع فصيلة الجداجد الحقيقية من الرتبة مستقيمات الأجنحة.

## قبائل
- جدجداوية حقيقية (الاسم العلمي:Gryllini)
- جدجداوية رأسية (الاسم العلمي:Cephalogryllini)
- جدجداوية طورانية (الاسم العلمي:جدجداوات حقيقية)
- جدجداوية موديكية (الاسم العلمي:Modicogryllini)
- جدجداوية سيوبية (الاسم العلمي:Sciobiini)

## أجناس
تتبع هذه الأسرة من الحشرات بشكل مباشر الأجناس التالية:
- (الاسم العلمي:Apiotarsus)
- (الاسم العلمي:Brachytrupes)
- (الاسم العلمي:Mayumbella)
- (الاسم العلمي:Taciturna)
- (الاسم العلمي:Uluguria)
- (الاسم العلمي:Allogryllus)
- (الاسم العلمي:Callogryllus)
- (الاسم العلمي:Coiblemmus)
- (الاسم العلمي:Comidoblemmus)
- (الاسم العلمي:Cryncus)
- (الاسم العلمي:Goniogryllus)
- (الاسم العلمي:Gryllita)
- (الاسم العلمي:Gryllodeicus)
- (الاسم العلمي:Grylloderes)
- (الاسم العلمي:Hispanogryllodes)
- (الاسم العلمي:Itaropsis)
- (الاسم العلمي:Jarawasia)
- (الاسم العلمي:Kazuemba)
- (الاسم العلمي:Meristoblemmus)
- (الاسم العلمي:Miogryllus)
- (الاسم العلمي:Nemobiodes)
- (الاسم العلمي:Oediblemmus)
- (الاسم العلمي:Oligachaeta)
- (الاسم العلمي:Omogryllus)
- (الاسم العلمي:Paraloxoblemmus)
- (الاسم العلمي:Parasciobia)
- (الاسم العلمي:Parasongella)
- (الاسم العلمي:Qingryllus)
- (الاسم العلمي:Rubrogryllus)
- (الاسم العلمي:Songella)
- (الاسم العلمي:Stephoblemmus)
- (الاسم العلمي:Stilbogryllus)
- (الاسم العلمي:Svercoides)
- (الاسم العلمي:Thiernogryllus)